# Tiếng Anh Jamaica
Tiếng Anh Jamaica, bao gồm tiếng Anh chuẩn Jamaica, là một phương ngữ tiếng Anh được nói ở Jamaica và là ngôn ngữ chính thức của đất nước. Tiếng Anh Jamaica có xu hướng tuân theo phép chính tả tiếng Anh Anh hơn là quy tắc chính tả tiếng Anh Mỹ.

## Ngôn ngữ học xã hội
Tiếng Anh chuẩn Jamaica là một phương ngữ tiếng Anh chuẩn quốc tế (xem tiếng Anh tại Anh). Về mặt ngữ pháp, tiếng Anh chuẩn Jamaica tương tự như tiếng Anh Anh. Tuy nhiên, kể từ giữa thế kỷ 20, Jamaica đã ngày càng phát triển các mối quan hệ xã hội và kinh tế chặt chẽ hơn với Hoa Kỳ, sự phổ biến của các sản phẩm văn hóa Mỹ, bao gồm điện ảnh, âm nhạc cũng như tỷ lệ di cư cao, sự ảnh hưởng từ tiếng Anh Mỹ lên tiếng Anh Jamaica đã tăng rất nhiều.

## Ngữ pháp
Mặc dù Jamaica gần hơn về mặt địa lý với Hoa Kỳ, Jamaica là thuộc địa của Anh cho đến năm 1962. Do đó, người Jamaica tuân theo ngữ pháp tiếng Anh và tiếng Anh Anh được dạy ở trường.

## Từ vựng
Ảnh hưởng gần đây của tiếng Anh Mỹ nổi bật nhất trong từ vựng tiếng Anh Jamaica mặc dù các từ vựng lâu đời thiên về tiếng Anh Anh.